# ريفن دي لا كروا
ريفن دي لا كروا (بالإنجليزية: Raven De La Croix)‏ هي نفسية وممثلة أمريكية، ولدت في 24 أغسطس 1947 في ذا برونكس في الولايات المتحدة.

## وصلات خارجية
- ريفن دي لا كروا على موقع IMDb (الإنجليزية)
- ريفن دي لا كروا على موقع ألو سيني (الفرنسية)
- ريفن دي لا كروا على موقع أول موفي (الإنجليزية)
- ريفن دي لا كروا على موقع قاعدة بيانات الفيلم (الإنجليزية)
- ريفن دي لا كروا على موقع كينوبويسك (الروسية)